# Idioma baré
El baré o barawana es lengua arawak de Venezuela y Brasil, donde está casi extinta, que en otro tiempo fue ampliamente hablada por los baré. Aikhenvald (1999) informa que "solo quedan unos pocos hablantes ancianos" de baré propiamente dicho, y que el dialecto guinau está totalment extinto. Kaufman (1994) considera que el baré propiamente dicho, el guinau y el marawá (actualmente extinto) son lenguas distintas; Aikhenvald, los considera dialectos de una misma lengua. El marawá no es el mismo idioma que el marawán.)
El término baré es un nombre genérico para varias lenguas arahuacas de la región, incluyendo el mandahuaca, el guarequena, el baniwa y el piapoco. Por esta razón se prefeire el término barawana que es el nombre que el dan T. Kaufman, A. Aikhenvald y Ethnologue. También se conoce como ibini, aunque esto se debe aun error tripográfico ihini ~ Arihini) y como mitua.

## Descripción lingüística

### Fonología
Las vocales del barawana tienen se presentan en tres categorías: orales, nasales y sordas:
|         | Anterior | Central | Posterior |
| ------- | -------- | ------- | --------- |
| Cerrada | i ĩ i̥    |         | u ũ u̥     |
| Media   | e ẽ e̥    |         |           |
| Abierta |          | a ã ḁ   |           |

- Los fonemas vocálicos /a ã ḁ/, /e ẽ e̥/ y /u ũ u̥/ se oyen como [ɵ ɵ̃ ɵ̥], [ɛ ɛ̃ ɛ̥] y [o õ o̥] en posición átona.
- /a/ se realiza como sonido posterior [ɑ] tras el fonema /w/.

El inventario consonántico viene dado por:
|             |           | Labial | Alveolar | Palatal | Velar | Glotal |
| ----------- | --------- | ------ | -------- | ------- | ----- | ------ |
| Obstruyente | sorda     | p      | t        | t͡ʃ      | k     |        |
| Obstruyente | aspirada  | pʰ     | tʰ       | t͡ʃʰ     | kʰ    |        |
| Obstruyente | sonora    | b      | d        |         |       |        |
| Fricativa   | Fricativa |        | s        |         |       | h      |
| Líquida     | Líquida   |        | ɾ        |         |       |        |
| Sonorante   | sorda     | m̥      | n̥        | j̊       | w̥     |        |
| Sonorante   | sonora    | m      | n        | j       | w     |        |

- Los fonemas /t, n/ se realizan como dentalizada y palatal [t̪, ɲ] en contacto con /i/.
- /d/ se realiz como africada [d͡ʒ] ante vocales anteriores.
- /ɾ/ tiende a fluctuar con una [ɫ] velarizada en variación libre.[1]